# Crocidura pullata
Crocidura pullata es una especie de musaraña (mamífero placentario de la familia Soricidae).

## Distribución geográfica
Se encuentra en Afganistán, la China (Yunnan), la India Jammu y Cachemira, el Pakistán y Tailandia.